# USM Aïn Beida
El Union Sportive de la Médina Aïn Beda (en español: Unión Deportiva Medina de Aïn Beda), es un equipo de fútbol de Argelia que juega en el Championnat National de Football Amateur, la tercera liga de fútbol más importante del país.

## Historia
Fue fundado en el año 1943 en la ciudad de Aïn Beïda y saben lo que es jugar en el Championnat National de Première Division, la liga de fútbol más importante de Argelia, en la cual no juegan desde la temporada 1996/97 y de la cual nunca han sido campeones. Su mayor logro ha sido ser finalista de la Copa de Liga de Argelia en la temporada 1995/96.
A nivel internacional han participado en 1 torneo continental, la Copa CAF 1997, en la cual fueron eliminados en los cuartos de final por el Petro Atlético de Angola.

## Palmarés
- Copa de Liga de Argelia: 0
  - Finalista: 1

1995/96

## Participación en competiciones de la CAF
| Temporada | Torneo   | Ronda            | Club           | Casa | Visita | Global |
| --------- | -------- | ---------------- | -------------- | ---- | ------ | ------ |
| 1997      | Copa CAF | 1                | Stade Malien   | 1-0  | 1-1    | 2-1    |
| 1997      | Copa CAF | 2                | Asante Kotoko  | 3-1  | 1-1    | 4-2    |
| 1997      | Copa CAF | Cuartos de final | Petro Atlético | 0-2  | 1-3    | 1-5    |